# Viktor Katala
Katerina Albert i Paradis (кат. Caterina Albert i Paradís; La Eskala, Đirona, 11. septembra 1869 – 27. januara 1966), koja je pisala svoja dela pod pseudonimom Viktor Katala (Víctor Català), jedna je od najjedinstvenijih i veoma iznenađujućih ličnosti savremene katalonske kulture, isto tako i jedna od fundamentalnih pisaca XX veka katalonske književnosti. Njeno stvaralaštvo započinje katalonsku književnu tradiciju koju pišu žene. Bavila se pisanjem različitih književnih žanrova: romana, priča, poezije i pozorišnih komada. Njeno najpoznatije delo je Solitud (Solitude), vodeći roman modernizma kome se posvetila kao spisateljica. Umrla je u svome rodnome gradu La Eskali u Kataloniji 1966. godine i sahranjena je na groblju Vel od La Eskale (Cementiri Vell de l’Escala).

### Poreklo
Starija ćerka advokata, političara Ljuisa Alberta (Lluís Albert) i Dolores Paradis (Dolors Paradís). Obrazovanje je uglavnom stekla u porodici, mestu gde je mogla da razvija svoje umetničke sposobnosti u vidu crtanja, slikanja i vajanja. Bila je veoma strastvena povodom čitanja i uz uticaj njene majke, koja je pisala poeziju, i bake, koja je bila veliki poznavalac popularne kulture, počela je sama da se obrazuje u književnom polju. Bila je samouka i stekla mnogo znanja, te je još od malena bila veliki čitalac. Njeno poznavanje italijanskog i francuskog jezika dozvolilo joj je da proširi svoje mogućnosti što se tiče literature koju je mogla čitati. Putovala je u Evropu, pogotovo u Italiju, što joj je dodatno povećalo poznavanje kulture. Kao pisac branila je svoju nezavisnost i izbegavala zvanične kulturne težnje.
Neki od velikih pisaca tih vremena su bili i njeni dragi prijatelji, kao na primer Đoan Maragalj (Joan Maragall), Narsis Oljer i Moragas (Narcís Oller i Moragas), Đoakim Folk i Tores (Joaquim Folch i Torres), Anđel Gimera (Àngel Guimerà), Prudensi Bertrana (Prudenci Bertrana) i Đoakim Ruira (Joaquim Ruyra).

### Pitanje pseudonima
Početak njene književne karijere bio je 1898. godine kada je pobedila u jednom književnom konkursu (Jocs Florals d’Olot) sa dramskim monologom pod nazivom La infanticida. Iako je delo bilo nagrađeno, veliki skandal je nastao kada je otkriveno da je autor dela  La infanticida, sa zastrašujućom temom, zapravo bila mlada žena. Od tada, Katerina Albert odlučila je da se drži na margini društvenog književnog života i da prisvoji muško ime, Viktor Katala (Víctor Català), koje nikada nije prestala da koristi na polju pisanja. Društvo tog vremena nije odobravalo da žena može biti pisac i da je pored toga pisala o problemima sa kojima se suočava. Muški pseudonim joj je tada dao zaštitu od kritike i moralnu slobodu da razvija svoja književna dela. Viktor Katala je ime lika iz njenog romana Càlzer d'Amargor.

### Faze stvaralaštva
Uprkos svojoj želji da se posveti pozorištu, zbog skandala koji je izazvao monolog La infanticida, nagrađen na Cvetnim igrama 1898. godine (Jocs Florals d’Olot), ona bira da piše kratke priče i, u manjoj meri, romane; žanrovi koji zaslužuju neposredno priznanje  i koji su odlučno obeležili evoluciju katalonske proze dvadesetog veka. Posebno treba istaći uticaj na pisce koji je smatraju, od Rodorede do pisaca savremenog doba, neosporivom učiteljicom.
Pod ovim pseudonimom je objavila značajna prozna dela, sumorna i pesimistična, poput sledećih: Drames rurals (Dramas rurales), Ombrívoles (Sombrías), Solitud (Soledad), Caires vius (Aristas vivas), La Mare-balena (La Madre ballena), Contrallums (Contraluces), Vida molta (Vidas molidas) i Jubileu (Jubileo).
Centralna ideja svih ovih proznih dela, obeležena koliko verovanjem spisateljice u "kosmičku fatalnost" toliko svojom ličnom mizantropijom, bila je "ne toliko verovanje u unutrašnje zlo ljudske prirode, kao intimno ubeđenje bezrazložne okrutnosti i instinktivnog zla koje vlada nad odnosima između bića sveta u kojima živimo, gotovo uvek zasnovanog na sebičnosti, lažima i prevari".

#### Godine modernizma
Započela je svoju književnu karijeru veoma mlada. Njeni prvi radovi su romantične pesme pod imenom Virigili d'Alacseal - između 1897. i 1900. godine.
U ovom periodu, objavljuje svoju prvu zbirku pesama, El cant del mesos (The song of the months), 1901 godine. Iste godine kada je objavljena njena prva zbirka pesama, objavila je svoju jedinu kolekciju monologa, Quatre monólegs, i počela da sarađuje sa modernističkim časopisom Joventut (1900–1906). Ova publikacija bi poslužila kao platforma za njenu prepoznatljivost u književnim krugovima i unapređenje njenih književnih ambicija; u njoj je napisala svoje prve priče Drames rurals (Rural Dramas), njene najtamnije i najizbirljivije priče, prikupljene kasnije u knjizi pod istim naslovom. Celi njen narativni rad odgovara onome što se naziva "naturalisme rural" ili "ruralizmom". To je, dakle, najvažnija faza njenog stvaralaštva po pitanju produktivnosti i raznolikosti njene književnog rada.
Koristeći svoj pseudonim kao štit, mogla je napisati sve što joj se svidelo, bez ikakvih moralnih ograničenja. Bez svog pseudonima, kritike bi se mogle vratiti, jer društvo još uvek nije bilo otvoreno prema priznavanju doprinosa ženskim autorima. Godine 1902. njena prevaga na tamnije aspekte ljudskog stanja počela je da privlači kritike. Ubrzo nakon toga objavila je zbirku priča Ombrívoles (1904) i drugu zbirku pesama Llibre Blanc (White Book) iz 1905. godine. Objavila je i nekoliko manje dramatičnih priča, kao i nekoliko pesama, u časopisu La Ilustració Catalana (The Catalan Enlightenment).
Ona je uvek bila u toku sa tekućim doprinosima modernizmu i postala je deo tog pokreta kada je izabrala inovativni magazin Joventut  kao književnu platformu koja je najviše odgovarala njenom političkom opredeljenju i stavu. Njeno najpoznatije delo, Solitud (Solitude) objavljeno je u časopisu Joventut između 1904. i 1905. godine. Ponovo je objavljeno u formi knjige i štampano od strane Biblioteke Hoventut (Joventut) 1905. godine, što je romanu donelo veliku prepoznatljivost i učinio je Katerinu Albert poznatom spisateljicom.
Zajedno sa modernizmom, pojavljuju se Drames rurals (1902), naslov koji daje ime žanru, nakon kojeg su došle Ombrívoles (1904), Caires vius (1907) i roman Solitud (1905), koje se smatra njenim remek-delom. U ovim knjigama bavi se analizom položaja žene u društvu tog doba, ljubavnim odnosima i polom. Daje nam veoma negativnu sliku, prepunu nasilja i surovosti, koja se suprotstavlja idiličnim modelima iz devetnaestog veka. Mila, protagonista  romana Solitud, suprotstavlja im se simboličnim gestom, napušta kuću i muža kako bi započela novi život.
Albert je imala i drugih zanimanja: bavila se crtanjem, slikanjem i vajanjem. Nažalost, ovi njeni talenti nikada nisu postali deo njene profesionalne karijere.

##### Pregled njenih modernističkih dela
1. Poezija:  The Song of the Months (1901),  White Paper - Polychromy - Triptych (1905)
2. Pozorište: Four monologues (1901)
3. Priče: Rural Dramas (1902), Ombrívoles (1904), Cires Vius (1907)
4. Roman Soledad (1905): Jedno od kapitalističkih dela koje pripada modernizmu. Godine 1909. ovo delo je dobilo nagradu Fastenrath i prevedeno je na mnoge jezike.

#### Period 1915-1930
Od 1907. godine Katarina  Albert je provela 10 godina u tišini.
Međutim, 1915. godine postala je član Akademije za katalonski jezik i 1917. godine je predsedavala na Cvetnim igrama (Jocs florals) u Barseloni, gde je držala govor. Godine 1924. osvojila je drugu nagradu na Cvetnim igrama u Barseloni  za pesmu Cavalls del port.
Godine 1918. počinje da se izdaje roman A film (3,000 meters), koja je odmah dobila osudu kritike.

##### Pregled dela iz perioda 1915-1930.
1. Priče: La Mare-Balena (1920) - zbirka priča i Contrallums (1930). Ona doživljava određeni razvitak svoje književne estetike.
2. Roman: A film (3,000 metara) (1926) koji je njen drugi i poslednji roman .
3. Antologija: Marines (1928)

#### Građanski rat i diktatura
Ubrzo nakon što je započela dobru saradnju sa izdavačem Selecta, španski građanski rat i prve godine Frankove diktature su dovele do druge književne tišine.Tek je  1944. godine Albert objavila drugo delo - prvu zbirku priča na španskom, Retablo (1944). Dve godine kasnije je objavila zbirku koja se bavila svakodnevnim temama, Mosaic (1947), tomovi članaka koji su pisani od  1903. godine i koji opisuju autobiografske aspekte. Sadrži važno svedočanstvo koje nam omogućuje da se približimo problemima sa kojim se susretala kao spisateljica. Postalo je prvo delo koje je preštampavano u katalonskom izdanju od strane izdavačke kuće Dalmau. Od 1950. godine Katarina Albert je uspostavila profesionalni odnos sa izdavačkom kućom Selecta, sa kojom je objavila dela Vida Mòlta (1950) i Jubileu (1951), poslednju zbirku priči i na samom kraju njena Obres Completes (Complete Works) (1951, 1972).

##### Pregled dela iz perioda građanskog rata i diktature
1. Priče: Altarpiece (1944)   Novinski članci: Mosaic (1946)   Prozna dela: Grind life (1950) i Jubilee (1951)   Complete works (1951 i 1972)

#### Karakteristike njenog stvaralaštva
Ona je svojim radom doprinela obogaćenju katalonske književnosti i njenoj obnovi. Svojim strogo definisanim, ekspresivnim stilom i bogatim rečnikom obradila je teme vezane za duboke, unutrašnje konflikte ljudske duše, koncentrišući se, pre svega, na sliku žene tog vremena. Takođe, odbacuje idiličnu sliku naracije u devetnaestom veku kako bi najavila okrutni i mračni ruralni svet početkom dvadesetog veka. Katerina Alberti bila je živi simbol čija maestralnost je konačno priznata kada je postala deo nagrade Svete Lusije (jedne od najznačajnijih nagrada na katalonskom jeziku) koja sada nosi njeno ime.
Uticala je na nove generacije pisaca počevši od Merse Rodorede. Anhel Gera, prevodilac njenih priča na španski jezik, ističe je zajedno sa Emilijom Pardo Basan i Blankom de los Rijos od svih španskih pisaca.

#### Lično nasleđe Katerine Albert
Sada je njen sestrić i legalni naslednik, Ljuis Albert, donirao lično nasleđe ove spisateljice gradskoj skupštini La Eskala, koja će čuvati ovo nasleđe sastavljeno od crteža, slika i prvih izdanja njenih dela.

## Literatura
Tomás i Justribó, Santiago,Historia de la literatura calatana, 2002, Madrid p. 81-83
Víctor Català, Biblioteca Virtual, Diputació Barcelona datum pristupa (24.4.2019)
Víctor Català, Visat datum pristupa (24.04.2019)
Caterina Albert y María Luz Morales / Amparo Hurtado Díaz datum pristupa (24.04.2019)
Caterina Albert, Wikipedia datum pristupa (24.04.2019)
Víctor Català Архивирано на веб-сајту  (31. мај 2014) datum pristupa ( 24.04.2019)
Caterina Albert (Víctor Català) 1869-1966 datum pristupa (24.04.2019)